# Dan Ciotoi
Dan Ciotoi (* 1. Januar 1956 bei Târgovişte, Kreis Dâmbovița) ist ein rumänischer Sänger, Gitarrist und Gründer der Band Generic, die in den 1980er Jahren zu den bekanntesten Gruppen der rumänischen Populärmusik zählte.

## Karriere
Ciotoi begann seine musikalische Laufbahn bereits in den 1980er Jahren  in der rumänischen Rockband Phoenix. 1987 gründete er die Band Generic. Mit ihr veröffentlichte er im gleichen Jahr das erste Album Rază de soare, das aufgrund der damaligen Beschränkungen der rumänischen Musikindustrie nicht offiziell über das staatliche Label Electrecord vertrieben wurde, sondern über Kassettenverkauf großen Erfolg erzielte. Generic spezialisierte sich auf Balkanmusik mit griechischen Einflüssen. Zu den größten Erfolgen der Band gehören Hits wie S-a rupt lanțul de iubire (Die Kette der Liebe ist gebrochen) und Banii n-aduc fericirea (Geld bringt kein Glück), die in den frühen 1990er Jahren veröffentlicht wurden. Bis in die 1990er Jahre war die Band sehr erfolgreich, bevor sie um die Jahrtausendwende eine Pause einlegte. Im Jahr 2009 kehrte die Band mit dem Album Dacă m-aș îndrăgosti zurück. Ciotoi wird als Wegbereiter der modernen rumänischen Manele betrachtet.

## Privates
In den letzten Jahren kämpfte Dan Ciotoi auch mit gesundheitlichen Problemen. 2019 wurde bei ihm Darmkrebs diagnostiziert. Er musste sich einer Notoperation unterziehen, die erfolgreich war.

## Diskografie (Auswahl)
- 1987: Rază de Soare
- 1991: Dan Ciotoi Și Formația Generic
- 1995: Cheia Succesului
- 1997: Secretul Vieții
- 1997: Sărută-mă Ultima Oară